# Sagartien
Sagartien bzw. Asagartai (altpersisch Asagarta- (Maskulinum), elamisch Assakarti, babylonisch KURSagarta, griechisch Sagartí) war die antike Bezeichnung einer Provinz oberhalb von Gutium im Nordwesten Irans.

## Etymologie
Die altpersische Länderbezeichnung Asagartai hat den Wortstamm Asagarta- und ist ein Maskulinum. Es setzt sich zusammen aus asa-, das mit Stein übersetzt wird, und *garta-, das auch in der vedischen Sprache vorkommt und dessen Bedeutung verschieden interpretiert wird. Christian Bartholomae hatte es mit Höhle übersetzt, so dass Asagartai, beziehungsweise Sagartien, vielleicht mit „(Land) mit Steinhöhlen“ übersetzt werden kann.